# Öronskarv
Öronskarv (Nannopterum auritum) är en vida spridd nordamerikansk fågel i familjen skarvar inom ordningen sulfåglar. Den är återigen en vanligt förekommande fågel efter att tidigare ha påverkats av både jakt och DDT.

## Utseende
Öronskarven är med en kroppslängd på 70–90 centimeter och vingbredden 114–123 centimeter en medelstor typisk skarv: kraftig kropp, lång hals, medellång stjärt, fötter med simhud och en medellång krokförsedd näbb. Den är en i princip helsvart fågel med bar orange eller gulaktig hud mellan öga och näbb samt i form av en strupsäck. I häckningsdräkt har den dubbla vita eller svarta tofsar, varifrån fågeln fått sitt namn. Näbben är svart. Öronskarven är mycket lik den större storskarven, men denna har mer gult på strupe och näbb.

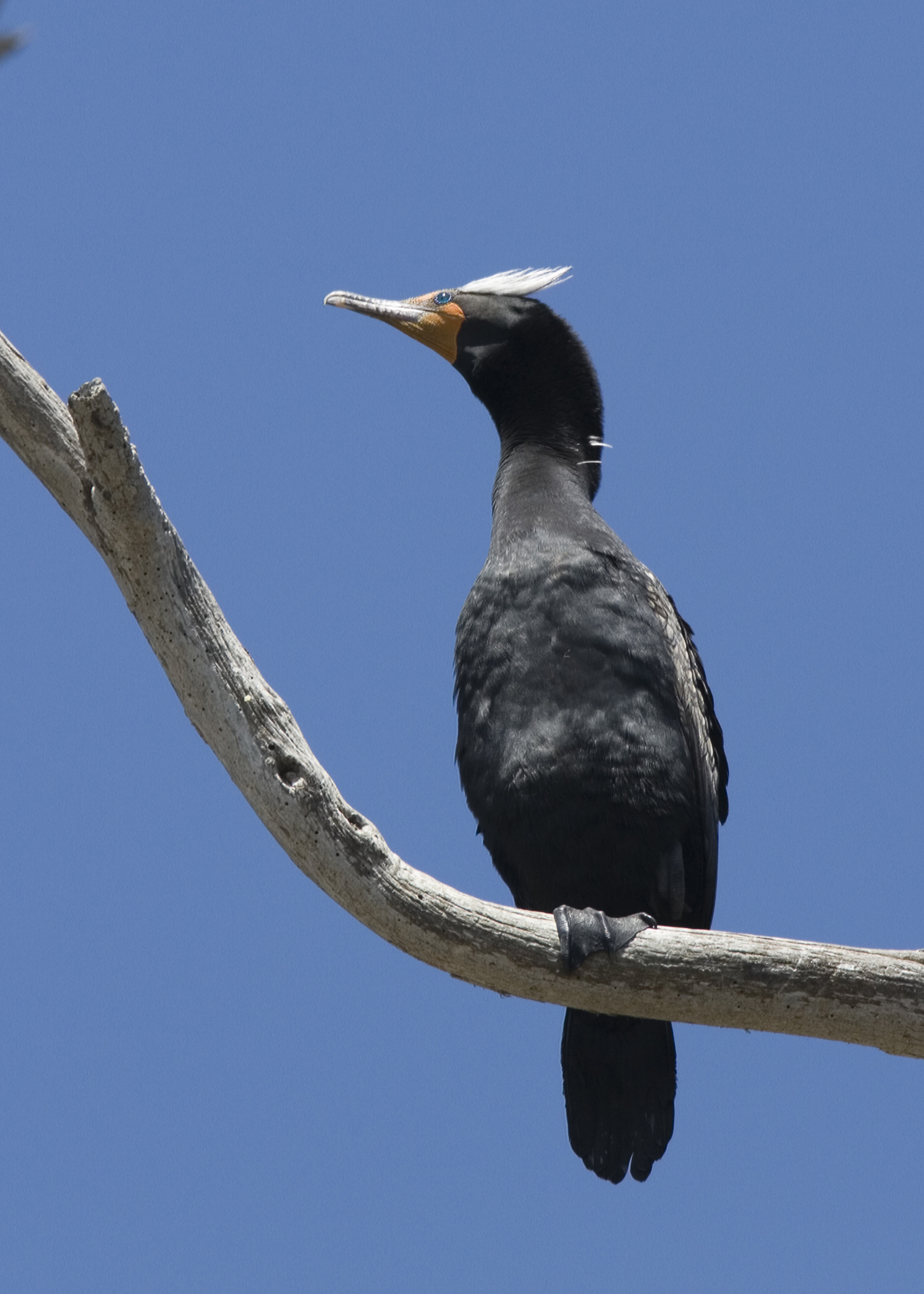
Adult i häckningsdräkt.

Den unga öronskarven är mer mörkgrå eller brunaktig, där undersidan är ljusare än ryggen med blek strupe. Näbben är mestadels orange eller gulaktig.

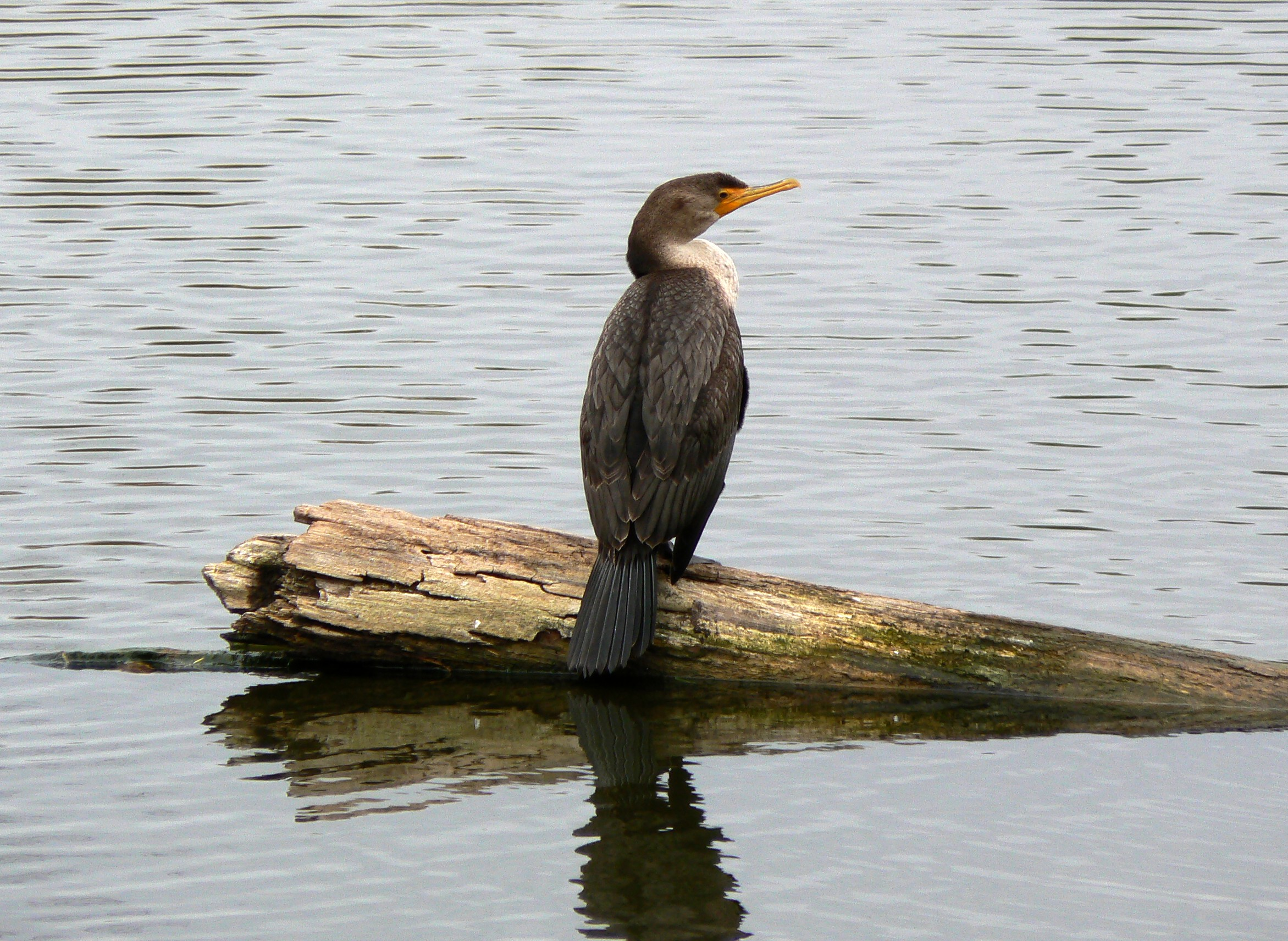
Ung öronskarv.

## Utbredning och systematik
Öronskarv delas in i fem underarter med följande utbredning:
- Nannopterum auritum cincinatum – förekommer från Aleuterna (österut från Unalaska till Alexanderarkipelagen i sydöstra Alaska; vintertid söderut till British Columbia i sydvästra Kanada
- Nannopterum auritum albociliatum – förekommer från sydvästra British Columbia söderut till Californiaviken
- Nannopterum auritum auritum – förekommer från Gulf of St Lawrence till Cape Cod och lokalt västerut till västra Utah
- Nannopterum auritum floridanum – förekommer från sydöstra USA (kustnära North Carolina till Kuba, lokalt i sydöstra Mexiko (Yucatánhalvön) och i norra Belize
- Nannopterum auritum heuretum – förekommer i östra Bahamas på ön San Salvador

Vintertid ses den utmed Nordamerikas isfria kuster, så långt norrut som södra Alaska och New England och söderut till Bahamas och Mexiko.

### Öronskarven i Europa
Öronskarven är en mycket sällsynt gäst i Europa, med ett 40-tal fynd i Azorerna samt ett vardera i Kanarieöarna, Irland och Storbritannien.

### Släktskap
Skarvarnas taxonomi har varit omdiskuterad. Traditionellt har de placerats gruppen i ordningen pelikanfåglar (Pelecaniformes) men de har även placerats i ordningen storkfåglar (Ciconiiformes). Molekylära och morfologiska studier har dock visat att ordningen pelikanfåglar är parafyletisk. Därför har skarvarna flyttats till den nya ordningen sulfåglar (Suliformes) tillsammans med fregattfåglar, sulor och ormhalsfåglar.
Öronskarven placeras liksom de allra flesta skarvar traditionellt i släktet Phalacrocorax. Efter genetiska studier som visar på att Phalacrocorax består av relativt gamla utvecklingslinjer har det delats upp i flera mindre, varvid öronskarven och dess nära släktingar amazonskarven och den flygoförmögna galápagosskarven lyfts ut till det egna släktet Nannopterum.

## Levnadssätt

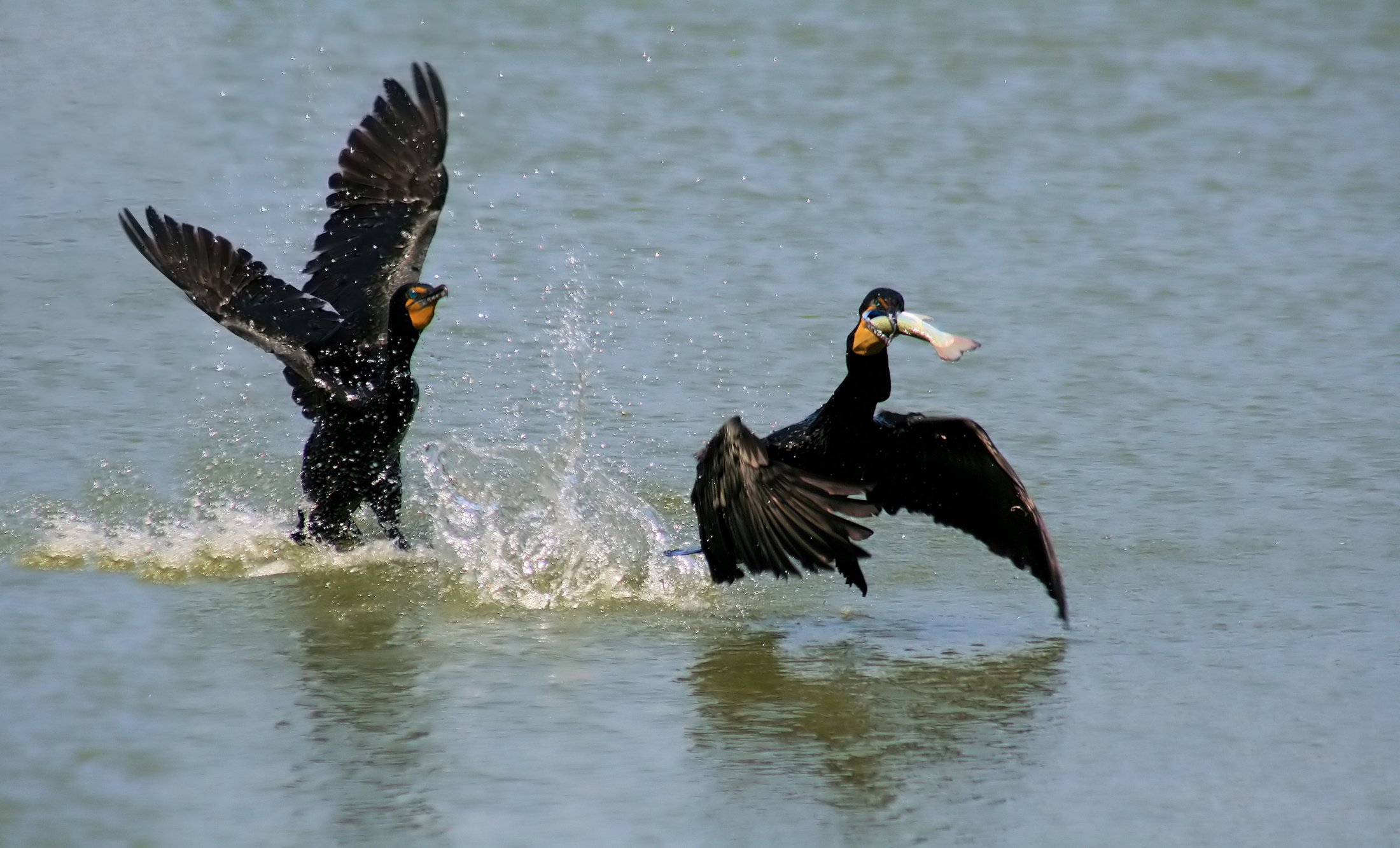

Öronskarven hittas nära floder och sjöar samt utmed kuster. Den ses liksom alla skarvar simma lågt i vattnet, ofta med bara hals och huvud ovanför. Den dyker från ytan ner till 1,5-7,5 meter och använder fötterna som åror. Efter dyk tillbringar den långa perioder stående med vingarna utspärrade för att torka eftersom fjädrarna inte är helt vattentäta. Öronskarven lever huvudsakligen av fisk, men kan också inta amfibier och kräftdjur. I flykten syns den flyga lågt över vattnet med näbben snett uppåt.

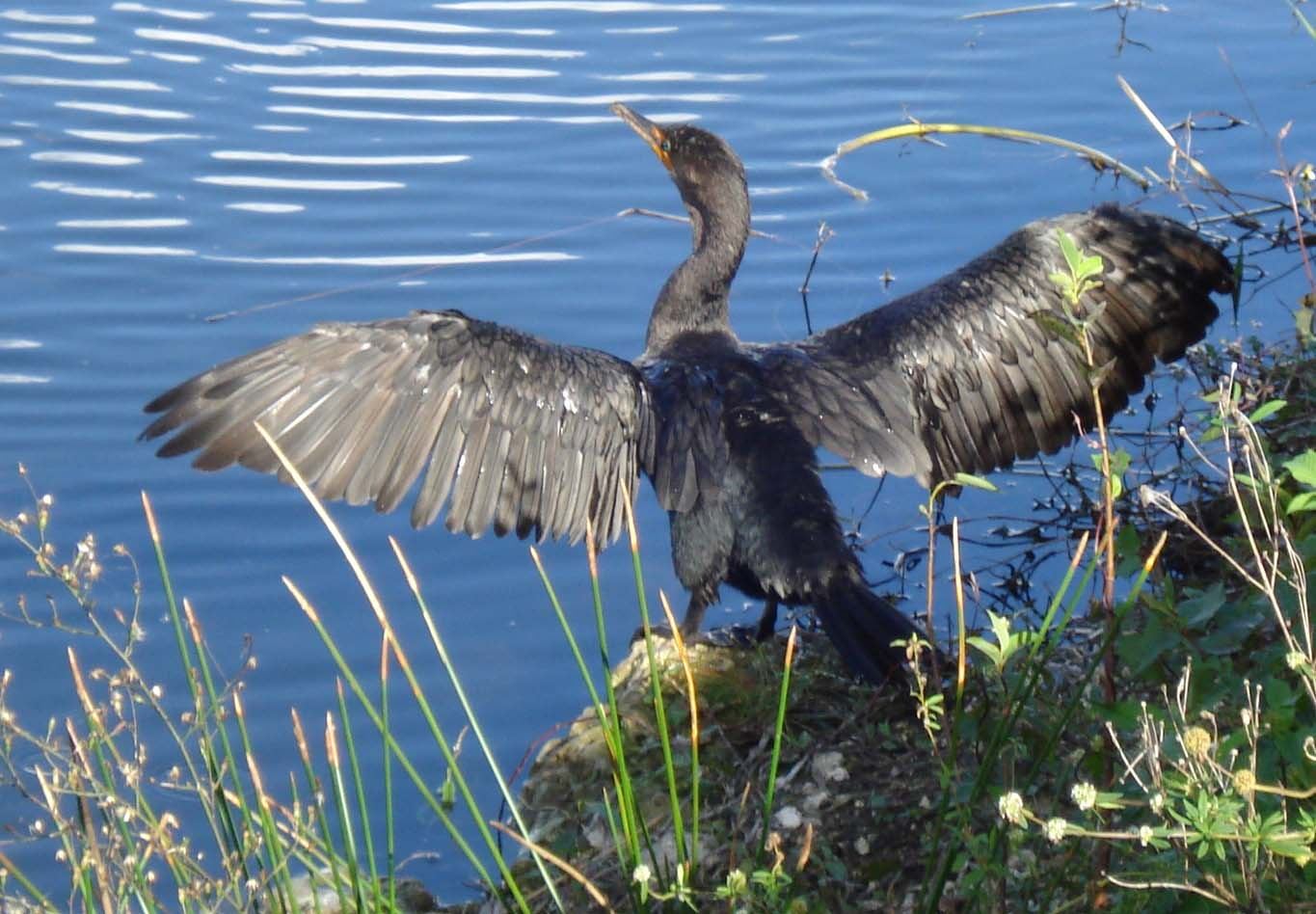
Öronskarv som torkar sina vingar efter ett dyk.
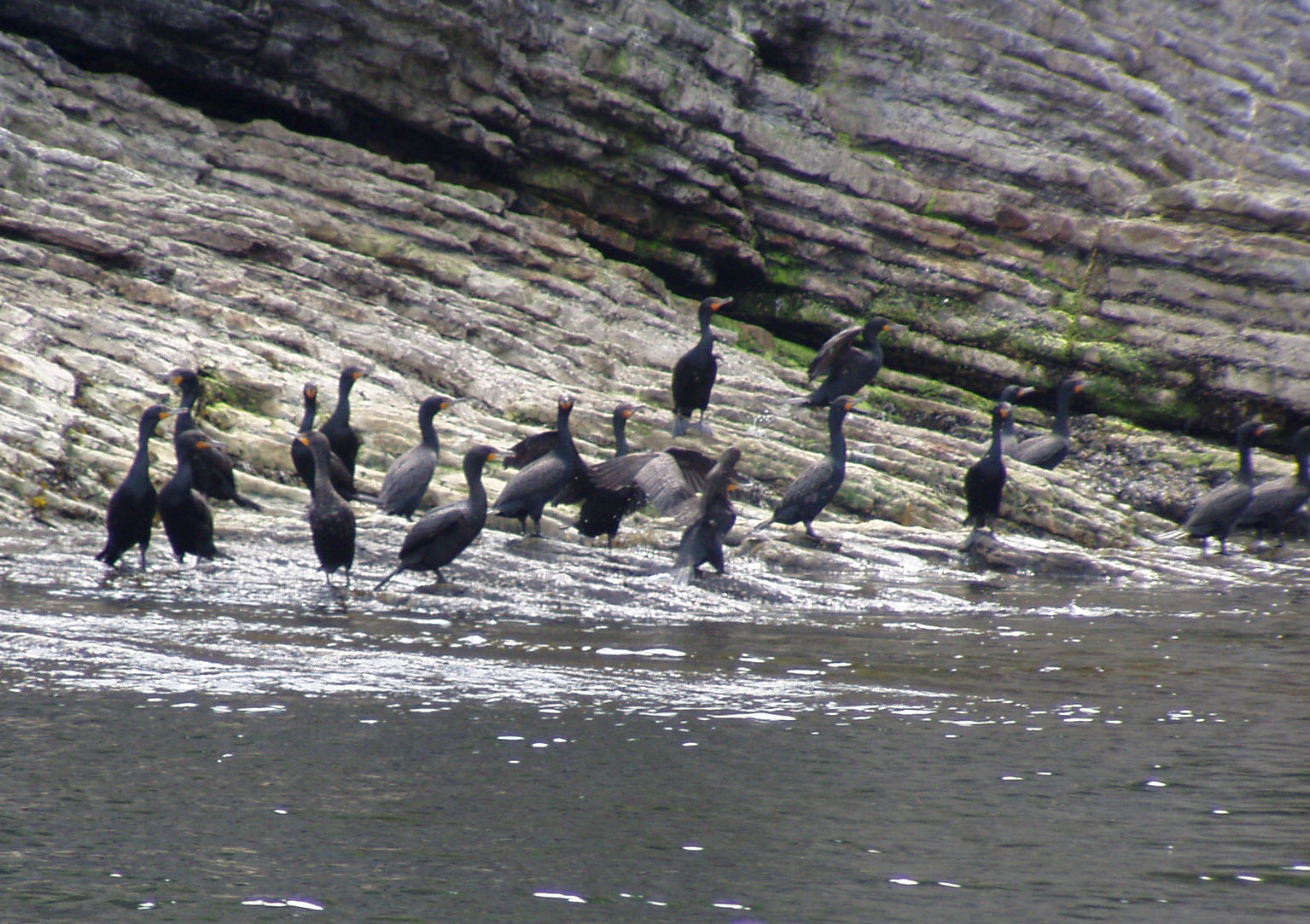
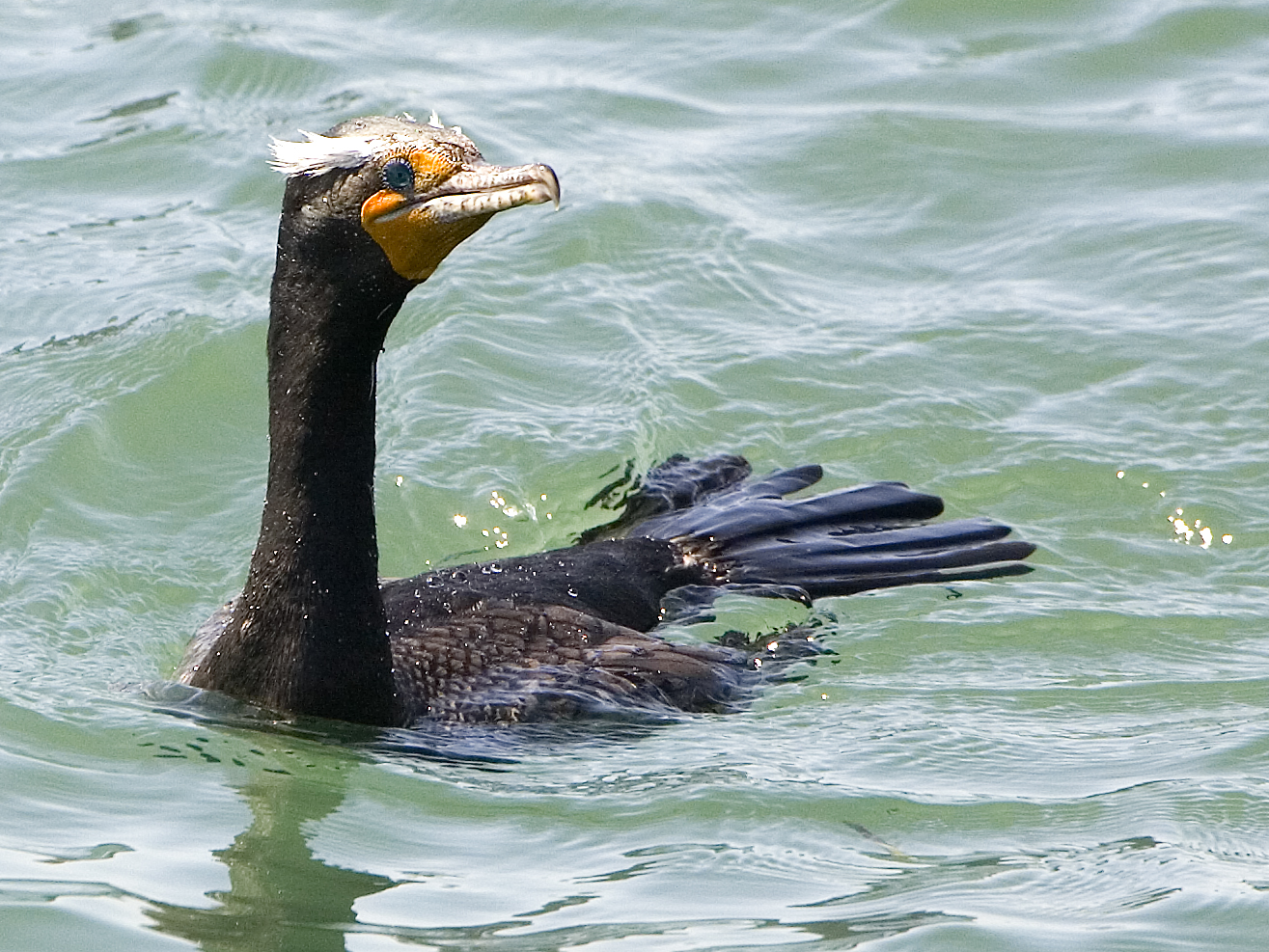
Skarvar ligger lågt i vattnet i jämförelse med andra vattenlevande fåglar när de simmar.

### Häckning
Öronskarven bygger kvistbon i träd, på klipphyllor eller på marken. Den lägger en till två kullar med ett till sju ljusblå ägg som ruvas i 25–28 dagar. Ungarna är flygga efter 21–28 dagar.

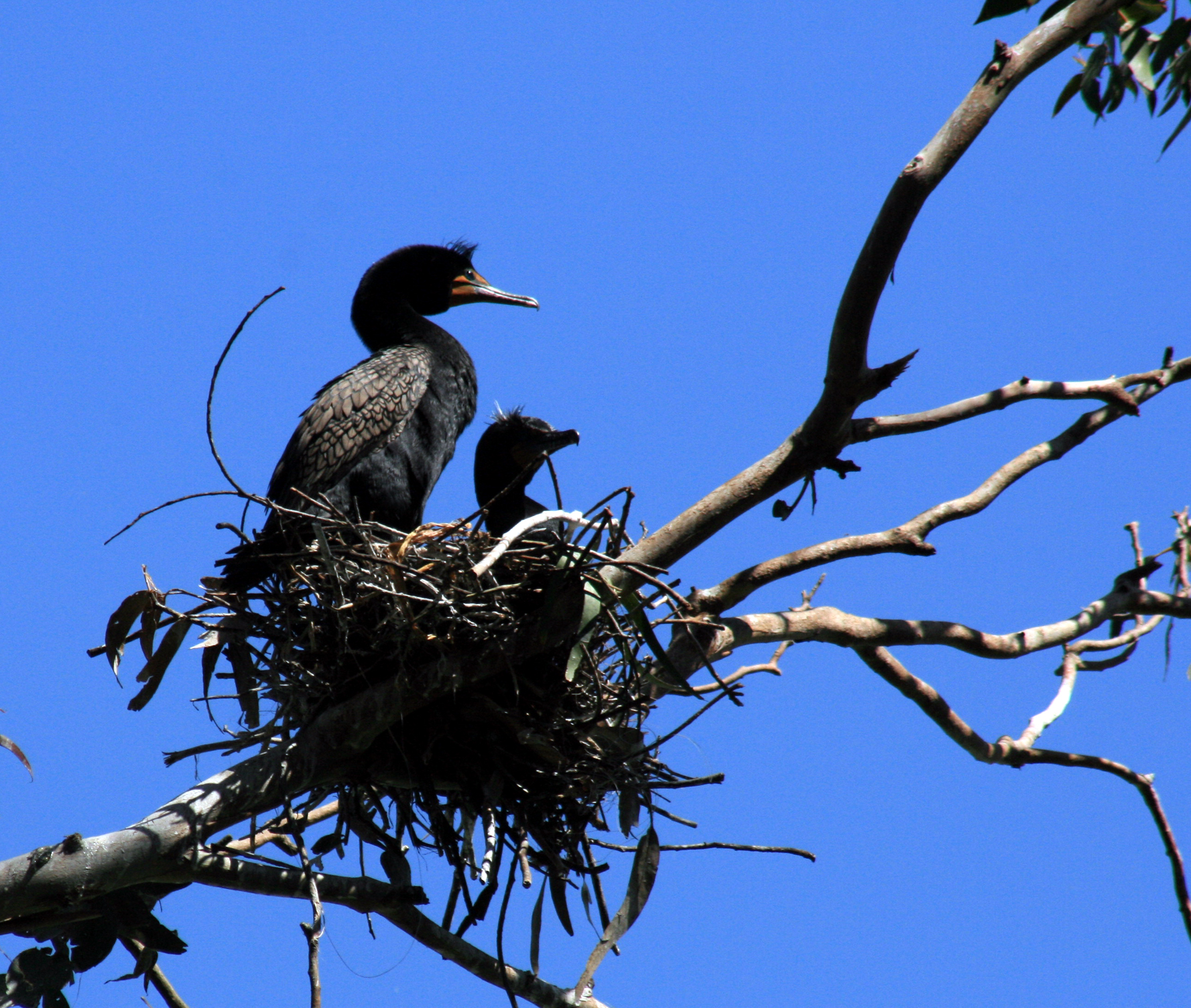
Öronskarvspar med unge i bo.

## Status och hot
Under 1800-talet och början av 1900-talet utsattes öronskarven för omfattande jakt och påverkades dessutom starkt av DDT-utsläpp i mitten av 1900-talet. Sedan dess har den återhämtat sig och är numera vanlig och vida spridd. Liksom för storskarven i Europa uppfattas fågeln som ett hot mot fisket och U.S. Fish and Wildlife Service delar ut jaktlicenser för att skydda fiskodlingar. Världspopulationen uppskattas till 740.000 häckande individer. Internationella naturvårdsunionen IUCN kategoriserar den som livskraftig (LC).